# Premio Italia
Il premio Italia è un riconoscimento della fantascienza e del fantasy in lingua italiana. Istituito nel 1972 e assegnato annualmente dal 1975, rappresenta la celebrazione dell'apprezzamento del fandom italiano per la produzione nazionale dell'anno precedente.
Le categorie sono cambiate negli anni, includendo romanzi, racconti, curatori di riviste, fanzine, illustratori, ecc.
Negli anni è cambiato diverse volte anche il metodo di votazione, che in alcuni periodi è stato aperto a tutti gli appassionati, in altri periodi a larghe giurie, con diversi sistemi di calcolo dei voti.
Il premio Italia viene tradizionalmente assegnato nel corso della cena conclusiva dell'Italcon, il Convegno Italiano del Fantastico e della Fantascienza.

## Edizioni
1972 - Italcon 1 - Eurocon - Trieste 
Organizzazione: CCSF (Venezia e Trieste)
Votazione aperta a tutti; dall'1/1/1970 al 31/12/1971. I voti inviati dai lettori della Libra Editrice, raccolti da Ugo Malaguti e successivamente inviati all'Organizzazione, non vengono considerati perché inviati dopo la scadenza. La Libra rifiuta i premi.
Romanzo o antologia personale
1. Autocrisi di Piero Prosperi (La Tribuna)
2. Nel nome dell'uomo di Gianni Montanari (La Tribuna)
3. Il palazzo nel cielo di Ugo Malaguti (Libra) [respinto]

Racconto
1. Dove muore l'astragalo di Livio Horrakh (La Tribuna)
2. Natale su Miranda di Gianfranco De Turris (La Tribuna)
3. Ritratto del figlio di Vittorio Curtoni (La Tribuna)

Saggio in volume
1. Il senso del futuro di Carlo Pagetti
2. Catalogo Generale della Fantascienza in Italia di Alfio Bertoni e Gianluigi Missiaja (a cura di)
3. Utopia ed Antiutopia di Gianfranco De Turris

Artista
1. Karel Thole
2. Mariano Missaglia
3. Ludovico De Luigi

Spettacolo
1. La ragazza di latta di G. Aliprandi

Pubblicazione professionale specializzata
1. Galassia (La Tribuna)
2. Nova SF* (Libra) [respinto]
3. Cosmo Argento (Editrice Nord)

Pubblicazione professionale non specializzata
1. Fenarete
2. Nuova Presenza

Fanzine
1. Notiziario CCSF (Venezia)

Fumetto
1. Valentina di Guido Crepax

 1975 - Italcon 2 - SFIR V - Ferrara 
Organizzazione: Altair IV
Votazione aperta a tutti; dall'1/1/1972 al 31/12/1974
Romanzo o antologia personale
1. La donna immortale di Gustavo Gasparini (Dall'Oglio)

Artista
1. Karel Thole

Pubblicazione professionale specializzata
1. Cosmo Argento (Editrice Nord)

Fanzine
1. Notiziario del CCSF (Venezia)

Premio Speciale
Eugenio Marchi [Presidente del Circolo ALTAIR IV]
 Altre 
- 1976 - Italcon 3 - SFIR III - Ferrara
- 1977 - Italcon 4 - SFIR IV - Ferrara
- 1978 - Italcon 5 - SFIR 5 - Ferrara
- 1979 - Italcon 0 - nessun convegno
- 1980 - Italcon 6 - Eurocon V - Stresa 1-5 maggio 1980
- 1981 - Italcon 7 - Modena
- 1982 - Italcon 8
- 1983 - Italcon 9 - Fantasticon - Borgomanero 23-25 aprile 1983
- 1984 - Italcon 10 - Montegrotto Terme 18-20 maggio 1984
- 1985 - Italcon 11 - Fanano
- 1986 - Italcon 12 - Fancon - Montepulciano
- 1987 - Italcon 13 - Montepulciano
- 1988 - Italcon 14 - Fancon - Courmayeur
- 1989 - Italcon 15 - Eurocon - San Marino
- 1990 - Italcon 16 - Fancon - Courmayeur
- 1991 - Italcon 17 - San Marino
- 1992 - Italcon 18 - Fancon 92 - Courmayeur
- 1993 - Italcon 19 - San Marino 29 aprile-2 maggio 1993
- 1994 - Italcon 20 - Fancon 94 - Courmayeur 28 aprile-1º maggio 1994
- 1995 - Italcon 21 - Fantàsia - San Marino 27 aprile-1º maggio 1995
- 1996 - Italcon 22 - Fancon 96 - Courmayeur 25-28 maggio 1996
- 1997 - Italcon 23 - Fantàsia - San Marino 1-4 maggio 1997
- 1998 - Italcon 24 - Fancon 98 - Courmayeur 30 aprile-3 maggio 1998
- 1999 - Italcon 25 - Fantàsia 1999 - San Marino 29 aprile-2 maggio 1999
- 2000 - Italcon 26 - Fancon 2000 - Courmayeur 28 aprile-1º maggio 2000
- 2001 - Italcon 27 - Italcon 2001 - Torino 27-29 marzo 2001
- 2002 - Italcon 28 - Deepcon III - Fiuggi (FR) 7-10 marzo 2002
- 2003 - Italcon 29 - Fantàsia - San Marino 1-4 maggio 2003
- 2004 - Italcon 30 - Deepcon V - Fiuggi (FR) 11-14 marzo 2004
- 2005 - Italcon 31 - Deepcon VI - Fiuggi (FR) 17-20 marzo 2005
- 2006 - Italcon 32 - Deepcon VII - Fiuggi (FR) 23-26 marzo 2006
- 2007 - Italcon 33 - Deepcon VIII - Fiuggi (FR) 22-25 marzo 2007
- 2008 - Italcon 34 - Deepcon IX - Fiuggi (FR) 13-16 marzo 2008
- 2009 - Italcon 35 - Deepcon X - Fiuggi (FR) 26-29 marzo 2009
- 2010 - Italcon 36 - Deepcon XI - Fiuggi (FR) 15-18 aprile 2010
- 2011 - Italcon 37 - DelosDay 2011 - Milano (MI) 2-5 giugno 2011
- 2012 - Italcon 38 - Sticcon XXVI - Bellaria-Igea Marina (RN) 24-27 maggio 2012
- 2013 - Italcon 39 - Sticcon XXVII - Bellaria-Igea Marina (RN) 22-25 maggio 2013
- 2014 - Italcon 40 - Sticcon XXVIII - Bellaria-Igea Marina (RN) 22-25 maggio 2014
- 2015 - Italcon 41 - Starcon 2015 - Bellaria-Igea Marina (RN) 29 aprile-3 maggio 2015
- 2016 - Italcon 42 - Starcon 2016 - Bellaria-Igea Marina (RN) 19-22 maggio 2016
- 2017 - Italcon 43 - Starcon 2017 - Chianciano Terme (SI) 25-28 maggio 2017
- 2018 - Italcon 44 - Stranimondi 4 - Milano (MI) 6 e 7 ottobre 2018
- 2019 - Italcon 45 - Vaporosamente 10 - Torino (TO) 4-5 maggio 2019
- 2020 - Italcon 46 - Fantàsia - San Marino[1]
- 2021 - Italcon 47 - Starcon 2021 - Bellaria-Igea Marina (RN)